# Otto Klemm
Gustav Otto Klemm, född 8 mars 1884, död 5 januari 1939, var en tysk psykolog.
Otto Klemm var elev till Wilhelm Wundt, blev filosofie doktor 1906 och professor i Leipzig 1914. Klemm var en av de ledande inom Deutsche Gesellschaft für Psychologie och medutgivare av Archiv für die gesamte Psychologie från 1921. Han utgav bland annat Geschichte der Psychologie (1911), Sinnestäuschungen (1919), Psychologie und Berufsberatung (1927) och Pädagogische Psychologie (1933).